# Stone Ridge, New York
Stone Ridge är en ort i Ulster County i delstaten New York, USA.